# 109-й гаубичный артиллерийский полк
Не следует путать со 109-м гаубичным артиллерийским полком 109-й танковой дивизии
109-й гаубичный артиллерийский полк — воинское подразделение Вооружённых Сил СССР в Великой Отечественной войне.

## История
Сформирован в 1938 году в составе 21-й стрелковой дивизии на базе 21-го артиллерийского полка.
В действующей армии с 22.06.1941 по 20.03.1943 года
Полк на 22.06.1941 года находился в составе 21-й стрелковой дивизии, вёл боевые действия вместе с ней на рубеже реки Свирь. 11.02.1942 года из состава дивизии выведен, остался на прежних позициях.
20.03.1943 года обращён на формирование 91-й тяжёлой гаубичной артиллерийской бригады

## Подчинение
| Дата            | Фронт (округ)         | Армия               | Корпус                 | Дивизия                 | Примечания |
| --------------- | --------------------- | ------------------- | ---------------------- | ----------------------- | ---------- |
| 22.06.1941 года | Дальневосточный фронт | 1-я армия           | 26-й стрелковый корпус | 21-я стрелковая дивизия | -          |
| 01.07.1941 года | Дальневосточный фронт | 1-я армия           | 26-й стрелковый корпус | 21-я стрелковая дивизия | -          |
| 10.07.1941 года | Дальневосточный фронт | 1-я армия           | 26-й стрелковый корпус | 21-я стрелковая дивизия | -          |
| 01.08.1941 года | Резерв Ставки ВГК     | -                   | -                      | 21-я стрелковая дивизия | -          |
| 01.09.1941 года | Карельский фронт      | 7-я армия           | -                      | 21-я стрелковая дивизия | -          |
| 01.10.1941 года | -                     | 7-я отдельная армия | -                      | 21-я стрелковая дивизия | -          |
| 01.11.1941 года | -                     | 7-я отдельная армия | -                      | 21-я стрелковая дивизия | -          |
| 01.12.1941 года | -                     | 7-я отдельная армия | -                      | 21-я стрелковая дивизия | -          |
| 01.01.1942 года | -                     | 7-я отдельная армия | -                      | 21-я стрелковая дивизия | -          |
| 01.02.1942 года | -                     | 7-я отдельная армия | -                      | 21-я стрелковая дивизия | -          |
| 01.03.1942 года | -                     | 7-я отдельная армия | -                      | -                       | -          |
| 01.04.1942 года | -                     | 7-я отдельная армия | -                      | -                       | -          |
| 01.05.1942 года | -                     | 7-я отдельная армия | -                      | -                       | -          |
| 01.06.1942 года | -                     | 7-я отдельная армия | -                      | -                       | -          |
| 01.07.1942 года | -                     | 7-я отдельная армия | -                      | -                       | -          |
| 01.08.1942 года | -                     | 7-я отдельная армия | -                      | -                       | -          |
| 01.09.1942 года | -                     | 7-я отдельная армия | -                      | -                       | -          |
| 01.10.1942 года | -                     | 7-я отдельная армия | -                      | -                       | -          |
| 01.11.1942 года | -                     | 7-я отдельная армия | -                      | -                       | -          |
| 01.12.1942 года | -                     | 7-я отдельная армия | -                      | -                       | -          |
| 01.01.1943 года | -                     | 7-я отдельная армия | -                      | -                       | -          |
| 01.02.1943 года | -                     | 7-я отдельная армия | -                      | -                       | -          |
| 01.03.1943 года | -                     | -                   | -                      | -                       | нет данных |